# Ivan Vyšněvskyj
Ivan Vyšněvskyj (ukrajinsky: Іван Вишневський; 21. února 1957, Myroljubivka – 11. května 1996, Dnipro) byl ukrajinský fotbalista, obránce, který reprezentoval Sovětský svaz. S jeho reprezentací získal stříbrnou medaili na mistrovství Evropy v roce 1988, byť do hry nezasáhl. Za reprezentaci nastupoval v letech 1985–1988 a odehrál za ni 6 utkání. Sovětskou nejvyšší soutěž hrál krátce za Spartak Moskva (1982) a pak šest sezón za Dnipro Dnipropetrovsk (1984–1989). S Dniprem se stal mistrem SSSR v roce 1988. Poté působil tři roky v Turecku, jednu sezónu v dresu Fenerbahce Istanbul (1989–1990) a dvě v Sarıyer SK (1990–1992). Po skončení hráčské kariéry se pokoušel o tu trenérskou, ale byla přervána brzkým úmrtím, v jeho 39 letech. Příčinou smrti byl melanom.